# Lijst van spelers van Wellington Phoenix FC
Deze lijst omvat voetballers die bij de Nieuw-Zeelandse voetbalclub Wellington Phoenix FC spelen of gespeeld hebben. De spelers zijn alfabetisch gerangschikt.

## A
- Ali Abbas
- Luke Adams
- Ross Aloisi
- Kwabena Appiah

## B
- David Ball
- Kosta Barbarouses
- Leo Bertos
- Tom Biss
- Roly Bonevacia
- Michael Boxall
- Tyler Boyd
- Josh Brindell-South
- Jeremy Brockie
- Tim Brown
- Royce Brownlie
- Max Burgess
- Nathan Burns

## C
- Liberato Cacace
- Adrián Cáceres
- Reece Caira
- Isaka Cernak
- Jeremy Christie
- Ricardo Clarke
- Cleberson
- Oscar Cornejo
- Vaughan Coveny
- Reece Crowther
- Kenny Cunningham

## D
- Eugène Dadi
- Troy Danaskos
- Daniel
- Ulises Dávila
- Luke DeVere
- Karl Dodd
- Jimmy Downey
- Thomas Doyle
- Greg Draper
- Andrew Durante

## E
- Callan Elliot
- Simon Elliott
- Ahmad Elrich

## F
- Felipe
- Louis Fenton
- Michael Ferrante
- Guilherme Finkler
- Dylan Fox
- Fred

## G
- Scott Galloway
- Corey Gameiro
- Gao Leilei
- George
- Antony Golec
- Alex Gorrin
- Chris Greenacre
- Brent Griffiths
- Joel Griffiths
- Justin Gulley

## H
- Troy Hearfield
- Carlos Hernández
- Jason Hicks
- Ian Hogg
- Stein Huysegems

## I
- Paul Ifill
- Lewis Italiano

## J
- Jiang Chen
- Richard Johnson

## K
- Andrija Kaluđerović
- Michał Kopczyński
- Roy Krishna
- Filip Kurto
- Adam Kwasnik

## L
- Vince Lia
- Cameron Lindsay
- Ben Litfin
- Matija Ljujić
- Tony Lochhead
- Sean Lovemore
- Ryan Lowry

## M
- Dylan Macallister
- Mandi
- Stefan Marinovic
- Callum McCowatt
- James McGarry
- Michael McGlinchey
- Jonny McKain
- Glen Moss
- Daniel Mullen
- David Mulligan
- James Musa
- Manny Muscat

## N
- Mitch Nichols
- Jade North

## O
- Steven O'Dor
- Steven Old

## P
- Goran Paracki
- Adam Parkhouse
- Mark Paston
- Monty Patterson
- Mirjan Pavlović
- Tim Payne
- Reno Piscopo
- Blake Powell

## R
- Liam Reddy
- Kristian Rees
- Matthew Ridenton
- Albert Riera
- Logan Rogerson
- Marco Rojas
- Marco Rossi
- Luke Rowe
- Alex Rufer

## S
- Oliver Sail
- Dani Sánchez
- Jeffrey Sarpong
- Cillian Sheridan
- Benjamin Sigmund
- Sarpreet Singh
- Shane Smeltz
- Alex Smith
- Keegan Smith
- Jaushua Sotirio
- Jacob Spoonley
- Matti Steinmann
- Gianni Stensness
- Joel Stevens

## T
- Steven Taylor
- Shaun Timmins
- Benjamin Totori
- Jacob Tratt
- Nick Tsattalios

## V
- Tando Velaphi
- Dario Vidošić
- Danny Vukovic

## W
- Ben Waine
- Diego Walsh
- Nick Ward
- Tony Warner
- Hamish Watson
- Reuben Way
- David Williams